# Cantão (heráldica)

«de prata, o cantão dextro do chefe de gules»

Em heráldica, um escudo é dividido em nove partes (3x3) ou zonas, tendo em vista a descrição do posicionamento das peças no seu campo..
Um cantão é cada um dos quatro cantos que ficam nos ângulos do escudo, sendo conhecidos como:
- Cantão dextro do chefe, o canto superior esquerdo da figura (dextro, ou direito, para o portador do escudo).
- Cantão sinistro do chefe, o canto superior direito da figura (sinistro, ou esquerdo, para o portador do escudo).
- Cantão dextro da ponta, o canto inferior esquerdo.
- Cantão sinistro da ponta, o canto inferior direito.